# Bertha Wegmann

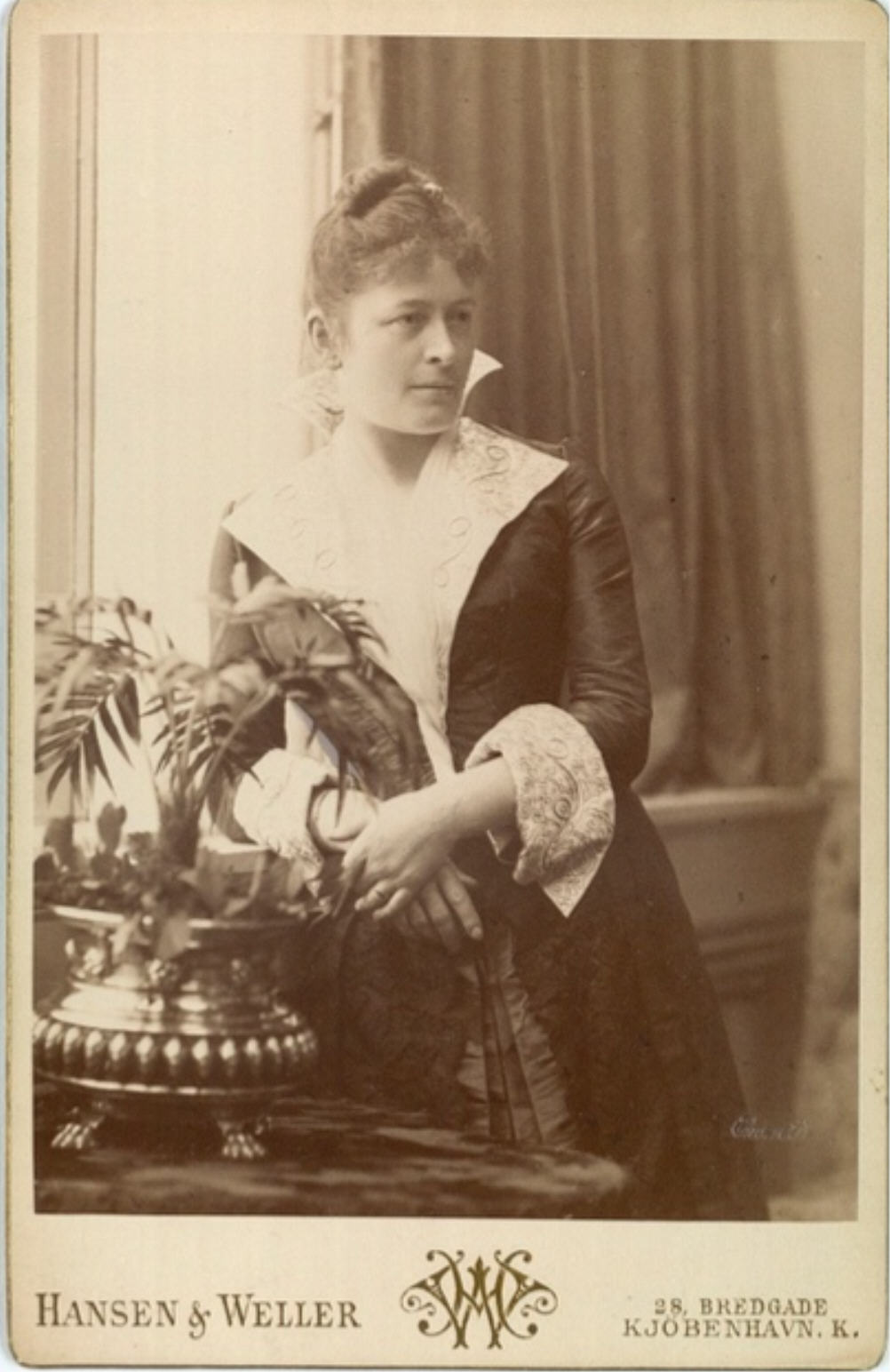
Bertha Wegmann

Bertha Wegmann (* 16. Dezember 1847 in Soglio GR; † 22. Februar 1926 in Kopenhagen) war eine dänische Malerin, die ursprünglich aus der Schweiz stammte. Sie schuf naturalistische und impressionistische Werke.

## Leben und Werk
Im Alter von fünf Jahren übersiedelte Bertha Wegmann mit ihrer Familie nach Dänemark. Ihr Vater entdeckte ihr künstlerisches Talent und begann ihr Unterricht zu geben. In den 1860er Jahren wurde sie Schülerin von Heinrich Buntzen und Frederik Christian Lund in Kopenhagen. Unterstützt von der Familie Melchior, konnte Bertha Wegmann 1867 ein Studium in München aufnehmen, wo sie bis 1880 lebte und arbeitete. Dort lernte sie die schwedische Malerin Jeanna Bauck kennen, mit der sie zahlreiche Studienreisen, unter anderem nach Tirol und nach Venedig, unternahm. Schließlich zogen beide nach Paris. Bertha Wegmann stellte im Salon de Paris aus und erhielt 1881 eine lobende Erwähnung und 1882 eine Medaille für ein Porträt ihrer Schwester. Dieses Porträt verschaffte ihr nach ihrer Rückkehr nach Dänemark Anerkennung und sie wurde als erste Frau in den Vorsitz der Königlich Dänischen Kunstakademie gewählt. Ab 1887 war sie reguläres Akademiemitglied und gehörte dem Komitee von Charlottenborg an, das bisher ausschließlich aus Männern bestanden hatte. In den folgenden Jahren stellte sie in mehreren Ländern aus, unter anderem auf den Weltausstellungen 1889, 1893 und 1900. 1894 erhielt sie auf der Großen Berliner Kunstausstellung eine kleine Goldmedaille.
Bertha Wegmann starb 79-jährig in ihrem Atelier in der Dronningens Tværgade. Sie vererbte all ihre Kunstwerke Toni Müller, die diese im Jahr 1941 zugunsten bedürftiger junger Künstlerinnen versteigerte.

## Bilder (Auswahl)

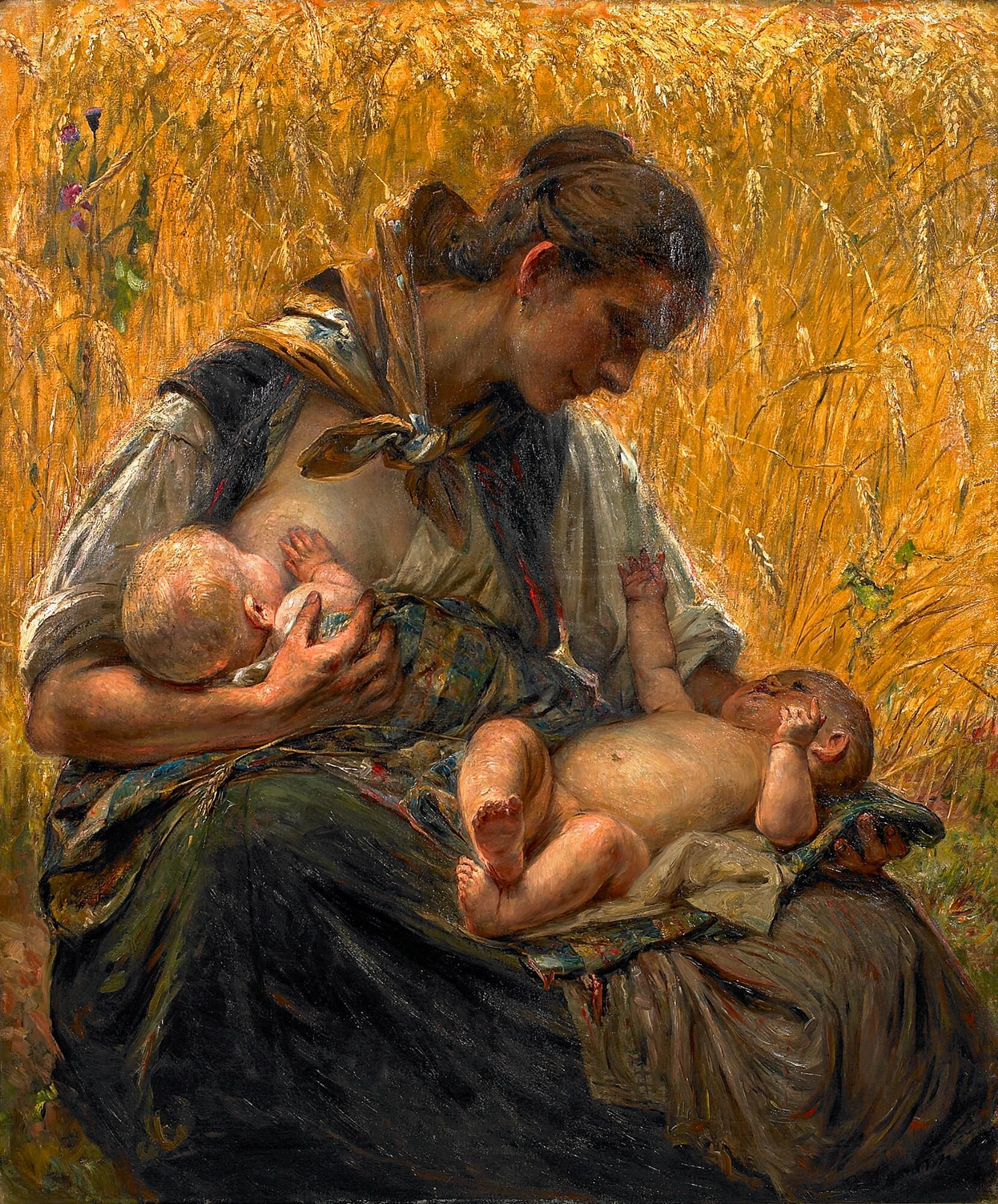
Junge Frau stillt ihre Zwillinge, Datum unbekannt
Jeanna Bauck, 1881
Anna Seekamp, Bertha Wegmanns Schwester, 1882
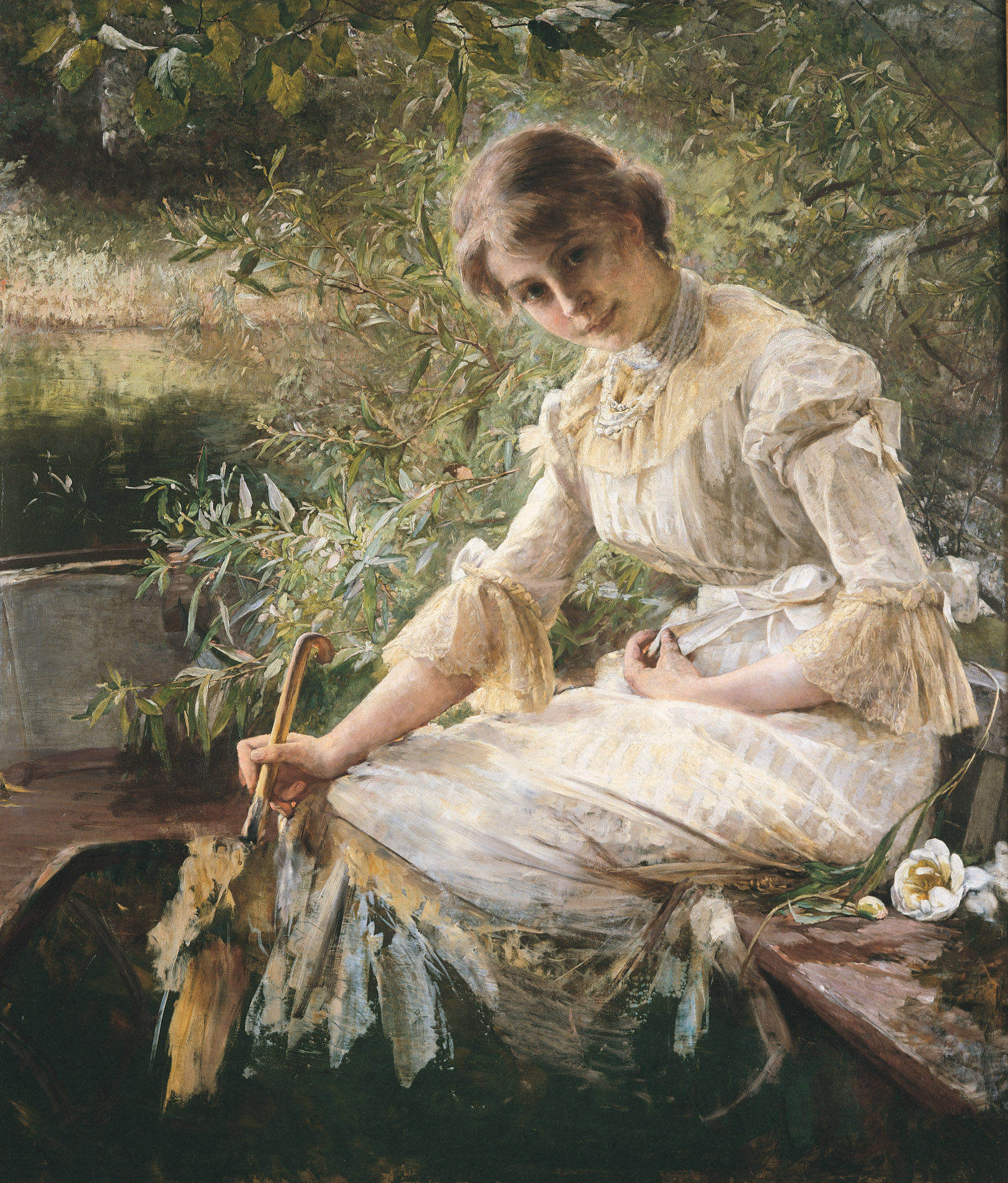
Marie Triepcke, 1884
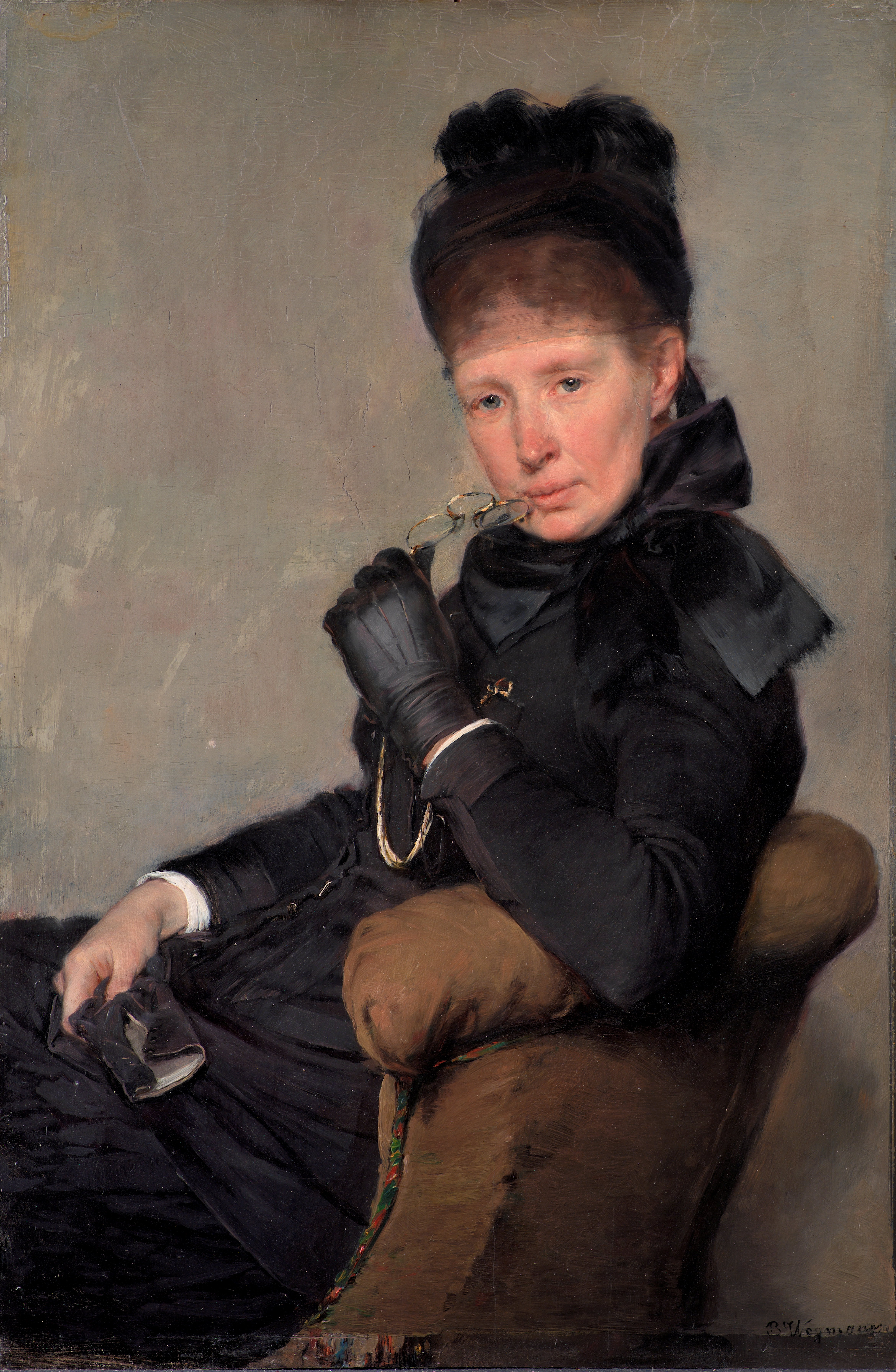
Jeanna Bauck, 1887
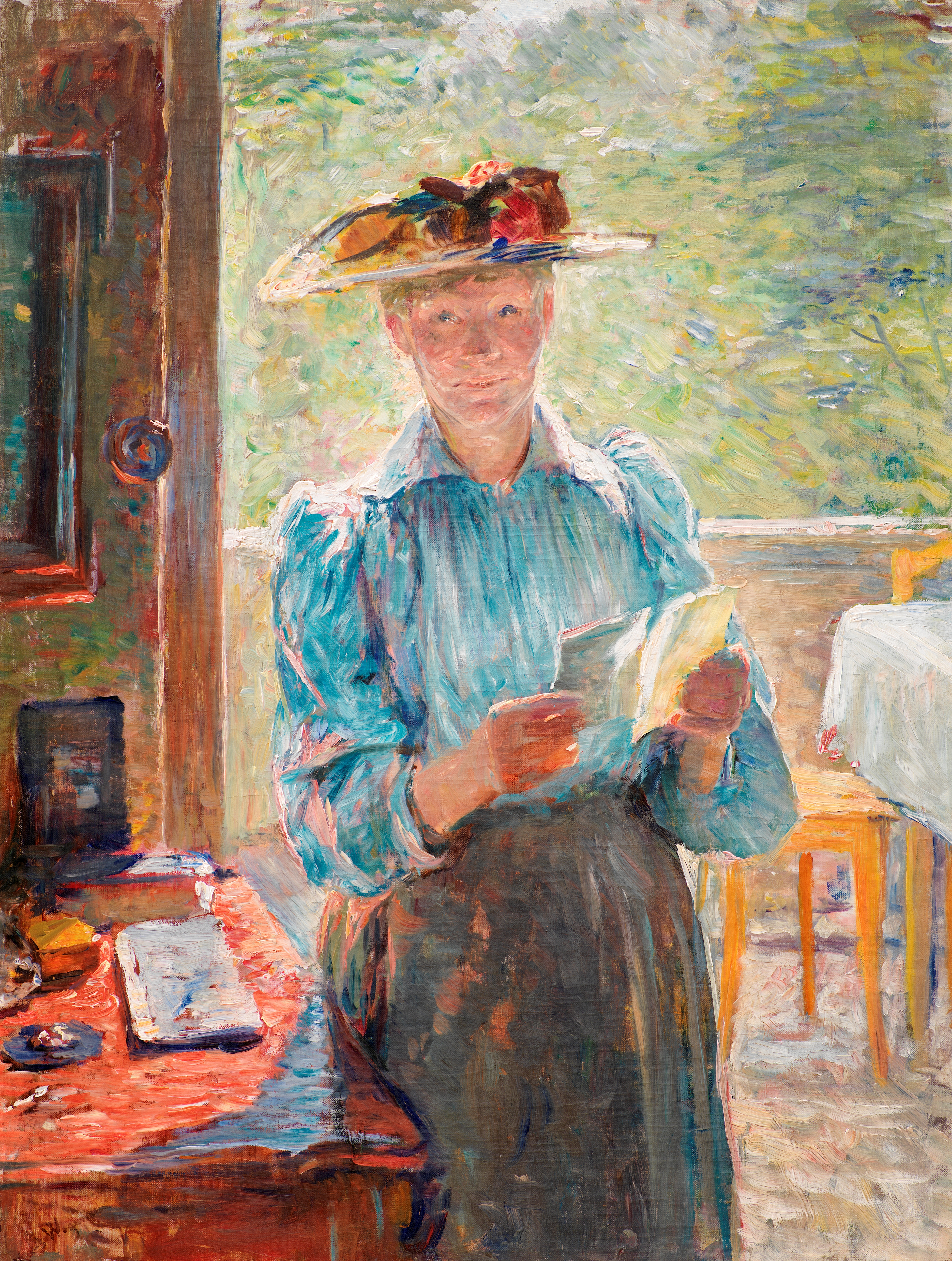
Hanna Lucia Bauck, 1890
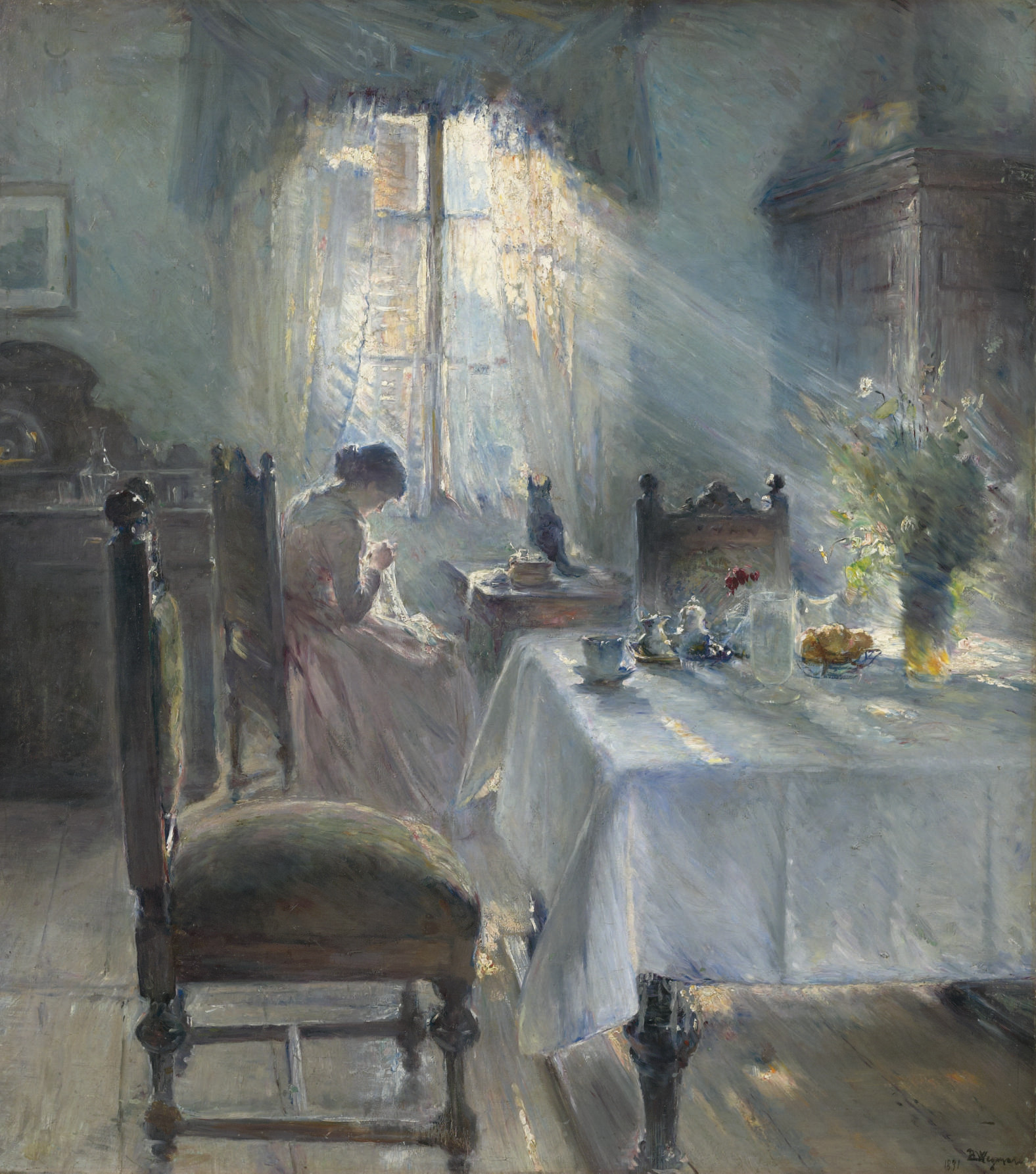
Nähende Frau, 1891
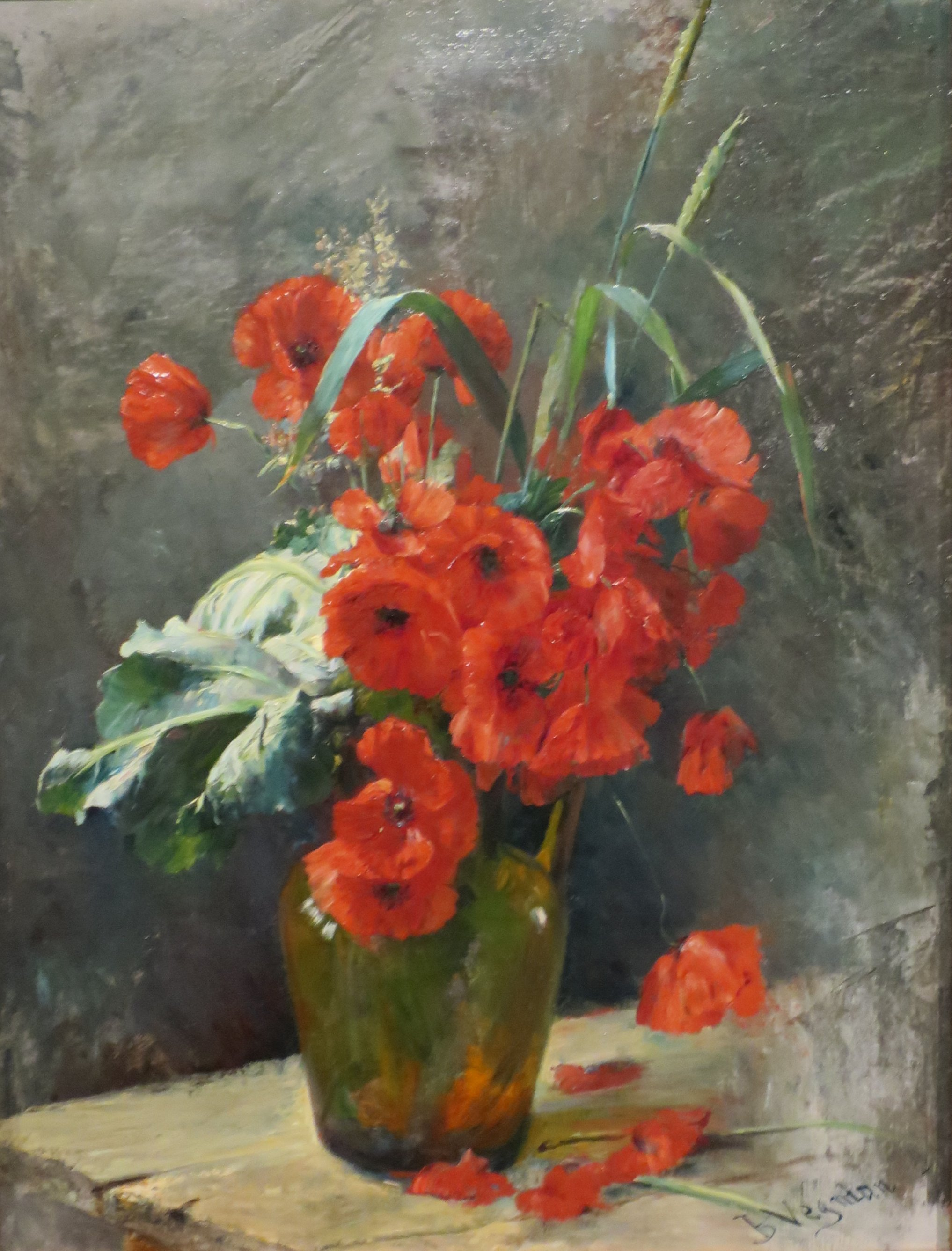
Mohn, um 1900
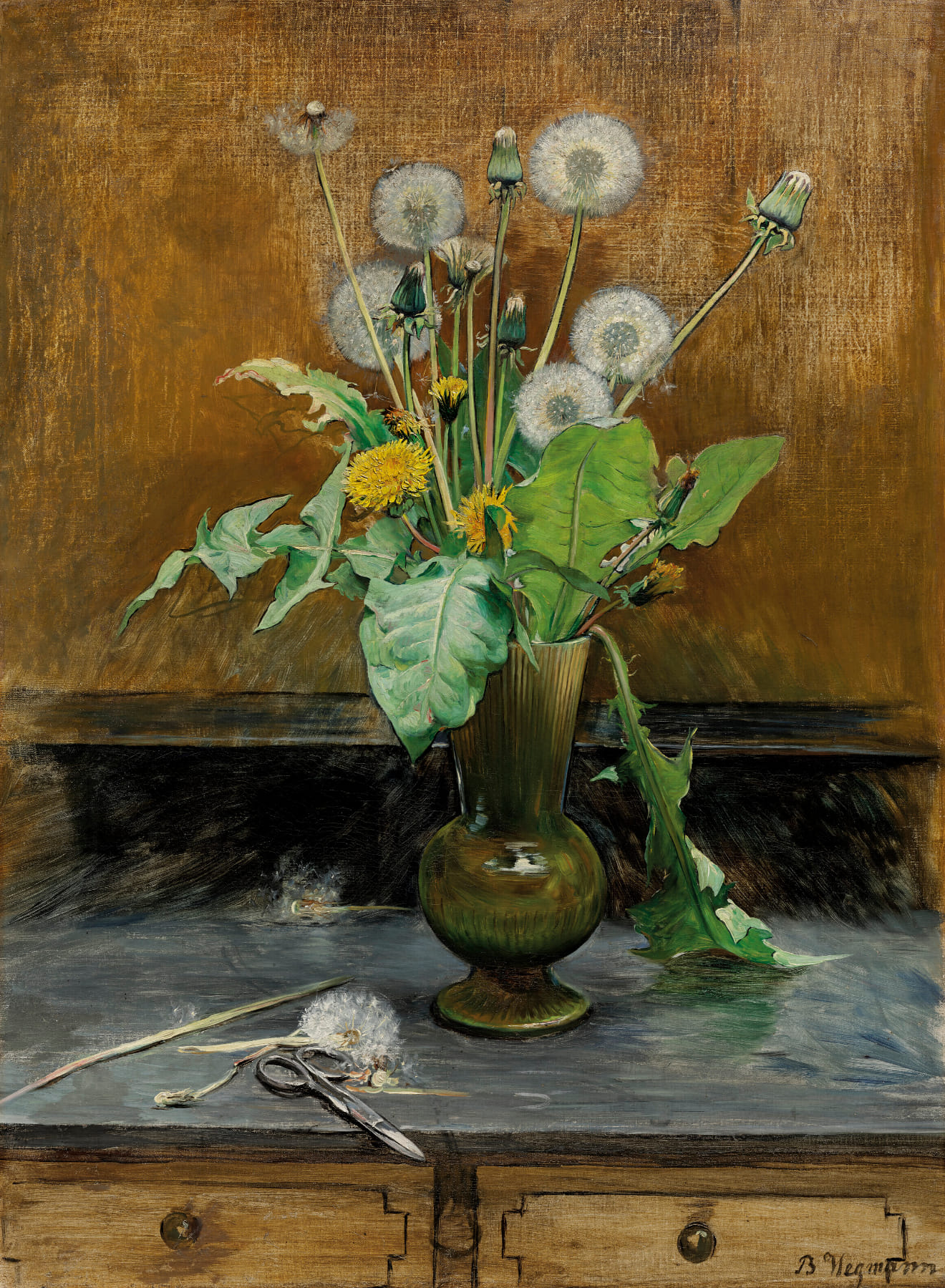
Löwenzahn, Datum unbekannt